# Bolesław Graszewski
Bolesław Graszewski (ur. 14 kwietnia 1919 we Lwowie, zm. 20 lipca 2012) – polski działacz partyjny i państwowy, inżynier mechanik, podsekretarz stanu w Ministerstwie Hutnictwa (1976–1980).

## Życiorys
Syn Aleksandra i Janiny. W 1937 zdał maturę, następnie rozpoczął studia na Wydziale Mechanicznym Politechniki Lwowskiej (uzyskiwał tam tzw. półdyplom i kontynuował naukę jeszcze w 1945), ostatecznie w 1945 otrzymał tytuł inżyniera mechanika na Politechnice Śląskiej. Od 1941 do 1942 monter i elektryk w niemieckich wojskowych warsztatach samochodowych we Lwowie, następnie technik w prywatnych warsztatach i główny inżynier w Centralnych Warsztatach Remontowych Trestu „Lwowlesprom” w tym mieście. Pomiędzy 1946 a 1949 główny inżynier ruchu w Hucie Bobrek, następnie do 1973 dyrektor techniczny Huty im. Włodzimierza Lenina w Krakowie. W latach 1973–1976 dyrektor Huty Aluminium w Skawinie. W 1947 wstąpił do Polskiej Partii Robotniczej, przekształconej w 1948 w Polską Zjednoczoną Partię Robotniczą. Od 1974 do 1975 członek plenum Komitetu Powiatowego PZPR w Krakowie. Od marca 1976 do czerwca 1980 pozostawał podsekretarzem stanu w Ministerstwie Hutnictwa.
26 lipca 2012 został pochowany na Cmentarzu Rakowickim w Krakowie.

## Odznaczenia
Odznaczony Srebrnym (1953) i Złotym (1954) Krzyżem Zasługi.